# Rio Bradu (Răstoliţa)
O Rio Bradu é um rio da Romênia afluente do Rio Răstoliţa, localizado no distrito de Mureş.